# 潘蒂戈 (北卡羅萊納州)
潘蒂戈（英語：Pantego）是一個位於美國北卡羅萊納州博福特縣的城鎮。

## 人口
根據2020年美國人口普查的數據，潘蒂戈的面積為2.08平方千米，皆為陸地。當地共有人口164人，而人口密度為每平方千米79人。